# Jacques Affre-Saint-Rome
Jacques Affre-Saint-Rome est un homme politique français né le 3 décembre 1791 à Saint-Rome-de-Tarn (Aveyron) et mort le 5 janvier 1868 à Rodez (Aveyron).

## Biographie
Frère de Denys Affre, archevêque de Paris, il est avocat puis procureur du roi en 1815. Nommé sous-préfet en juin 1830, il démissionne et s'installe comme avocat à Rodez. Il est le chef du parti légitimiste dans l'Aveyron. Il est député de l'Aveyron de 1848 à 1851, siégeant à droite.

## Pour approfondir